# René Cornu
René Cornu (Francia, 11 de abril de 1929-23 de marzo de 1986) fue un nadador francés especializado en pruebas de estilo libre, donde consiguió ser medallista de bronce olímpico en 1948 en los 4x100 metros.

## Carrera deportiva
En los Juegos Olímpicos de Londres 1948 ganó la medalla de bronce en los relevos de 4x200 metros estilo libre, con un tiempo 9:08.0 segundos, tras Estados Unidos (oro) y Hungría (plata); sus compañeros de equipo fueron los nadadores: Joseph Bernardo, Henri Padou, Jr. y Alexandre Jany.